# Nino Cristofori
Pour les articles homonymes, voir Cristofori.
Nino Cristofori, né le 31 juillet 1930 à Ferrare et mort le 14 mars 2015 dans la même ville, est un syndicaliste et un homme politique italien.

## Biographie
Membre de la Démocratie chrétienne, il est élu pour la première fois à la Chambre des députés en 1968 pour la circonscription de l'Émilie-Romagne. Il est réélu sans interruption jusqu'en 1992.
Proche de Giulio Andreotti, il entre pour la première fois au gouvernement en 1972, comme sous-secrétaire à la Santé. Il occupe par la suite de nombreux postes de sous-secrétaire dans les gouvernements successifs d'Andreotti et d'Aldo Moro. De 1992 à 1993, il est ministre du Travail et de la Sécurité sociale dans le gouvernement de Giuliano Amato.